# Gunung Dampal
Gunung Dampal är ett berg i Indonesien. Det ligger i den norra delen av landet, 1 700 km nordost om huvudstaden Jakarta. Toppen på Gunung Dampal är 1 005 meter över havet.
Terrängen runt Gunung Dampal är kuperad åt nordost, men åt sydväst är den bergig. Runt Gunung Dampal är det ganska glesbefolkat, med 28 invånare per kvadratkilometer. I omgivningarna runt Gunung Dampal växer i huvudsak städsegrön lövskog.